# Seattle Seahawks
Seattle Seahawks er et amerikansk fodboldhold fra byen Seattle i Washington.  Holdet vandt i 2013 sin første Super Bowl efter at have besejret Denver Broncos med 43-8 i Super Bowl XLVIII. De var med i Superbowl XL, hvor de tabte 21-10 til Pittsburgh Steelers. De spiller til dagligt i NFC West. Spilletrøjen er blå med hvide striber og med en indiansk inspireret havørn på ærmerne. Til holdets største profiler hører QB Russell Wilson, WR D.K. Metcalf, WR Tyler Lockett, CB Shaquill Griffen og ILB Bobby Wagner.

## Legendariske spillere for Seahawk
- WR Steve Largent – Trøje nr. 80 pensioneret.
- DT Cortez Kennedy – Trøje nr. 96 pensioneret.
- OT Walter Jones – Trøje nr. 71 pensioneret.
- RB Shaun Alexander
- RB Marshawn Lynch – trøje nr. 24 pensioneret.
- QB Russell Wilson- trøje nr. 3

## Hjemmebaner
- The Kingdome – Fra 1976 til 1999.
- Husky Stadium – Fra 2000 til 2001 samt første halvdel af 1994-sæsonen.
- Lumen Field (tidligere Qwest Field, CenturyLink Field) – Fra 2002 til i dag.

## Ekstern henvisning
- Wikimedia Commons har flere filer relateret til Seattle Seahawks
- Officiel hjemmeside

| NFL | Spire Denne artikel om NFL er en spire som bør udbygges. Du er velkommen til at hjælpe Wikipedia ved at udvide den. |